# سنتز ونکر
سنتز ونکر (انگلیسی: Wenker synthesis) یک واکنش شیمیایی آلی است که طی آن یک بتا آمینو الکل به کمک سولفوریک اسید به آزیریدین تبدیل می‌شود.